# Veinticuatro ojos
Veinticuatro ojos (二十四の瞳 Nijū-shi no Hitomi?), basada en la novela de 1952 del mismo nombre de Sakae Tsuboi, es una película japonesa de 1954 dirigida por Keisuke Kinoshita. La película relata la relación de una maestra con sus alumnos y parte de sus vidas entre los años veinte y cuarenta, un período marcado por la Segunda Guerra Mundial.

## Sinopsis
En 1928, durante el pleno alzamiento nacionalista de la era Shōwa, una joven maestra llamada Hisako Ōishi (Hideko Takamine) reside en un pequeño pueblo costero en la isla de Shodoshima en el mar interior de Seto. La modernidad y sobre todo su hábito de salvar la larga distancia entre la escuela y su casa en bicicleta situada al otro lado de la bahía despiertan los rumores de los aldeanos hasta el día en que una caída le obligó a aceptar una licencia: estudiantes, triste por su ausencia, deciden recorrer el largo viaje a su casa. La reunión se carga de emocionalidad y sella un apego muy fuerte entre los estudiantes y su profesora. Con los años, el destino de cada uno de otros diverge. Algunos muchachos son reclutados como soldados a la guerra, las niñas no tienen todos la oportunidad de continuar sus estudios y durante el período militarista la maestra viéndose expuesta a la presión de sus superiores, renuncia al oficio de la enseñanza. A pesar de estos acontecimientos, los vínculos con los estudiantes que ya habían aparecido en su primera clase son muy fuertes y después de la guerra, cuando la profesora regresa a trabajar, se encuentra con algunos de sus alumnos.

## Reparto
- Hideko Takamine como Ôishi Sensei.
- Yumeji Tsukioka como Masuno.
- Takahiro Tamura como Isokichi.
- Chishū Ryū como Otoko Sensei.

## Lanzamiento
La película ha sido lanzada en formato DVD en el Reino Unido como parte de la colección de Masters of Cinema de Eureka! Video y en los Estados Unidos como parte de The Criterion Collection. Una nueva versión en color de 1987 fue dirigido por Yoshitaka Asama.